# مسجد عمر (مدینه)
 مسجد عمر  از مساجد هفت‌گانه (مساجد سبعه) است، این مساجد به «مساجد الفتح» نیز معروف أند. و در مدینه واقع است، که پایین‌تر از مسجد ابوبکر قرار گرفته‌است. مساحت مسجد عمر ۱۲۳ متر مربع است. طول مسجد از بیرون ۱۳ متر است از شمال رو به طرف جنوب. مسجد از دوقسمت اصلی مانند سایر «مساجد الفتح» تشکیل یافته‌است. قسمت داخلی مسقف به اضافهٔ محراب به عرض ۳ متر است. طول مسجد از داخل به اندازهٔ ۹ متر است. أما سابات (لیوان) بیرونی مسجد به مساحت ۳ برابر با قسمت مسقوف داخلی مسجد می‌باشد. محراب مسجد در دیوار جنوبی مسجد قرار دارد، وسعت محراب در یک متر ونیم، وارتفاعش به اندازهٔ ۳ متر می‌باشد.